# 林錫魁
林錫魁（?—？），福建晋江人，清朝政治人物。例贡出身。
乾隆十五年，擔任廣東廣州府永安縣知縣（現紫金縣知縣）。后由彭紹茲接任。